# Sorsele kontrakt
Sorsele kontrakt var ett kontrakt inom Svenska kyrkan i Luleå stift. Det upphörde 30 juni 1990 då ingående församlingar övergick till Lycksele-Sorsele kontrakt.  

## Administrativ historik
Kontraktet bildades 1962  av del av Lappmarkens andra kontrakt med
- Sorsele församling
- Stensele församling
- Tärna församling
- Malå församling

samtidigt bildades
- Gargnäs församling

## Kontraktsprostar
| Ämbetstid | Namn                   | Levnadstid | Övrigt                           |
| --------- | ---------------------- | ---------- | -------------------------------- |
| 1962–1963 | Axel Olof Georg Wærnér | 1904–      | Kyrkoherde i Sorsele församling. |